# Krowica Pusta
Krowica Pusta [pronunciación en polaco: /krɔˈvit͡sa ˈpusta/] es un pueblo ubicado en el distrito administrativo de Gmina Szczytniki, dentro del Distrito de Kalisz, Voivodato de Gran Polonia, en el oeste de Polonia central. Se encuentra aproximadamente a 19 kilómetros al este de Kalisz y a 124 kilómetros al sureste de la capital regional Poznan.
El pueblo tiene una población de 108 habitantes.